# Zona utjecaja topline
Zona utjecaja topline (kratica: ZUT) je dio osnovnog materijala, koji se nalazi neposredno uz zonu taljenja, a gdje dolazi do promjene kristalne strukture i mehaničkih svojstava zbog topline unesene zavarivanjem. Izrazite promjene strukture za nelegirani čelik su iznad 723 ºC, pogotovo ako nisu dovoljno sporo hlađene. Za poboljšane čelike, koji se kale i popuštaju pri relativno niskim temperaturama, bilo kakvo grijanje iznad otprilike 300 ºC, uzrokovat će bitne promjene svojstava. Zona utjecaja topline ovisi o unosu topline i obično je 2 do 8 mm.
Količina unesene topline igra vrlo važnu ulogu u zavarivanju, pa recimo plinsko zavarivanje kisikom i acetilenom je vrlo nepovoljno, jer se previše unosi topline, dok lasersko zavarivanje unosi vrlo malu količinu topline. Elektrolučno zavarivanje je negdje između ova dva postupka i količina unesene topline se može izračunati:
{\displaystyle Q=\left({\frac {U\times I\times 60}{S\times 1000}}\right)\times {\mathit {Efficiency}}}
gdje je: Q - unos topline (kJ/mm), U - napon (V), I = jačina struje (A) i S - brzina zavarivanja (mm/min). Stupanj iskorištenja ovisi o vrsti postupka, pa je za ručno elektrolučno zavarivanje s obloženom elektrodom (engl. SMAW) 0,75, za zavarivanje MIG (engl. GMAW) 0,9, a za zavarivanje TIG postupak 0,8.

## Zone zavarenog spoja za čelik s 0,2% ugljika
Ugljični čelik s 0,2 % ugljika zavaren taljenjem sastoji se od zone taljenja i zone utjecaja topline. Zona utjecaja topline teorijski obuhvaća područje osnovnog materijala, u kojem se osnovni materijal nije talio za vrijeme zavarivanja, ali u kojem je došlo do promjene mikrostrukture, mehaničkih, korozijskih ili drugih svojstava, zbog unošenja topline zavarivanjem, lemljenjem ili toplinskim rezanjem. 
Izrazite promjene strukture kod dovoljno sporog hlađenja za ugljični čelik su iznad A1 (723 ºC), pa ćemo na makro izbrusku lako uočiti zonu utjecaja topline (temperature između A1 i tališta). Ova zona će dati drugačiji refleks svjetlosti u odnosu na osnovni materijal, jer je u toj zoni došlo do promjene veličine kristalnog zrna, usmjerenja zrna i strukture.

### Zona taljenja
Zona taljenja obuhvaća točke zavarenog spoja, koje su bile iznad likvidus linije, tj. koje su pri zavarivanju bile potpuno rastaljene. Za ohlađivanja dolazi do kristalizacije, koja će dati kristalnu strukturu različitu od strukture osnovnog materijala. Pojava klica i rast kristalnog zrna ovisit će o pothlađivanju rastaljenog metala. Obično kristali rastu okomito na rubove spoja, a sukobljavaju se u sredini, stvarajući zonu segregacija nečistoća s nižim talištem, koja može uzrokovati vruće pukotine ili biti slabo mjesto pri opterećenju.

### Djelomično rastaljena zona
Djelomično rastaljena zona (između solidusa i likvidusa). Bogata je legirnim elementima i nečistoćama, jer imaju nižu točku taljenja, a sadrži i plinove. Lokalno povišen sadržaj nečistoća kod brzog hlađenja nakon zavarivanja ne može se difuzijom izjednačiti s okolinom, pa ostaje mreža otvrdnutih segregiranih nečistoća (submikroskopskih dimenzija). Pri ovako visokim temperaturama dolazi i do taljenja ostalih nemetalnih faza (sulfidi, fosfidi, oksidi), čime metalna veza slabi i omogućuje pojavu vrućih pukotina.

### Zona pregrijanja
Zona pregrijanja se nalazi ispod solidus točke i dosta iznad linije A3 (od 1100 do 1150 ºC). Dolazi do porasta (pogrubljenja) kristalnog zrna austenita, koja pri brzom hlađenju prelaze u Widmanstättenovu strukturu, koja je nešto tvrđa i krhkija nego što je poželjno. U slučaju da se pojavi Widmanstättenova struktura u čeliku, tada možemo ponovo postići fino kristalno zrno i žilavu feritno-perlitnu strukturu normalizacijom, tj. zagrijavanjem nešto iznad A3 i relativno sporim hlađenjem. Na taj način usitnjavamo zrna pri zagrijavanju, pri prelasku granica transformacija grijanjem (Ac1 i Ac3) i ponovo pri hlađenju (Ar3 i Ar1).

### Zona normalizacije
Zona normalizacije se nalazi nešto iznad A3. Struktura je finozrnata, normalizirana i obično posjeduje bolja svojstva od osnovnog materijala. Ovdje je zagrijavanjem došlo do pune pretvorbe ferita i perlita u austenit, a za hlađenja dolazi ponovno do pretvorbe u perlit i ferit, stvaranjem klica i njihovim rastom u vrlo finu feritno-perlitnu strukturu. Ako je čelik zakaljiv, tada u ovoj zoni, kao i u ostalim zonama zagrijanim iznad A3, može doći do zakaljivanja, a u krajnjem slučaju do 100% strukture martenzita, što ovisi o brzini hlađenja i sastavu čelika. Izbjegavanje zakaljivanja se može postići podgrijavanjem ili unošenjem veće količine topline zavarivanjem (većim unosom topline). Kod višeslojnog zavarivanja svaki naredni sloj odžari (normalizira), bar djelomično sloj ispod, što povoljno djeluje na nosivost spoja. Zavari u jednom prolazu imaju relativno grubu kristalnu strukturu.

### Zona djelomične prekristalizacije
U područjima gdje je maksimalna temperatura bila između A1 i A3 (preko 723 ºC i preko 875 ºC za čelik s 0,2% ugljika) dolazi do strukturnih promjena. Originalna strukturu osnovnog materijala je feritno-perlitna. Kada se metal zagrijava iznad A3, perlitna zrna se pretvaraju u austenitna, s istim sadržajem ugljika. Daljnjim povišenjem temperature ometamo stanje ravnoteže između ferita i austenita. Austenitna zrna rastu na račun feritnih, a sadržaj ugljika u austenitu se smanjuje. U ovoj zoni gdje maksimalna temperatura nije dosegla temperaturu A3, samo dio ferita se pretvara. Nastala zrna austenita su veća nego početna perlitna zrna. 
Za vrijeme ohlađivanja ponovo se ometa ravnoteža između ferita i austenita. Kao rezultat toga dolazi do stvaranja klica ferita unutar austenita, ponajviše na granicama zrna, ali također i unutar austenitnih zrna. Kako se nastavlja s hlađenjem, ove klice nastavljaju rastom, pa ostali austenit postaje zbog toga obogaćen ugljikom. Kada temperatura padne na A1 temperaturu, preostali austenit se pretvara u perlit pojavom klica perlita i daljim porastom zrna perlita.
Kao rezultat kompletnog temperaturnog ciklusa zagrijavanja i dovoljno sporog hlađenja, originalna feritna zrna su se smanjila, a originalna perlitna zrna su zamijenjena novim kolonijama, koje su veće, a sastoje se od malih feritnih i perlitnih zrna. Ovakva heterogena struktura sastavljena od jako sitnih i relativno krupnih zrna nema dobra mehanička svojstva. Kod većih brzina hlađenja u ovoj zoni se mogu javiti vrlo tvrda mjesta vrlo visoke tvrdoće (npr. 847 HV). 

### Zona rekristalizacije i zona plavog loma
Područja ispod A1 obuhvaćaju zonu rekristalizacije i zonu plavog loma. Osnovna feritno-perlitna struktura se ovdje ne mijenja, no dolazi do pojava izlučivanja nekih faza ili popuštanja kod poboljšanih ili zakaljenih čelika. Također je moguća koagulacija nekih faza uključujući i perlit. Ako je područje zavarenog spoja bilo prethodno hladno deformirano, može doći u ovoj zoni do rekristalizacije s pojavom grubog zrna. Ispod 400 ºC može doći do starenja, ako je prethodno bilo hladnih deformacija, a i pri samom zavarivanju dolazi do plastičnih deformacija, pa starenje može uzrokovati krhkost. Kod čelika sklonih starenju, u zoni od 200 do 400 ºC doći će do znatnog pada udarne žilavosti.